# Katsuyoshi Shinto
Katsuyoshi Shinto (信藤 健仁, Shinto Katsuyoshi, Hiroshima, 15 september 1960) is een Japans voormalig voetballer die als verdediger speelde.

## Clubcarrière
In 1979 ging Shinto naar de Chuo University, waar hij in het schoolteam voetbalde. Nadat hij in 1983 afstudeerde, ging Shinto spelen voor Mazda. Hij tekende in 1990 bij Mitsubishi Motors, de voorloper van Urawa Reds. Hij tekende in 1993 bij Bellmare Hiratsuka. Shinto veroverde er in 1994 de Beker van de keizer. Shinto beëindigde zijn spelersloopbaan in 1995.

## Japans voetbalelftal
Katsuyoshi Shinto debuteerde in 1987 in het Japans nationaal elftal en speelde 15 interlands, waarin hij 1 keer scoorde.

## Statistieken

### J.League
| Seizoen | Club               | Competitie | J.League | J.League | J.League Cup | J.League Cup | Totaal | Totaal |
| Seizoen | Club               | Competitie | Wed.     | Dlp.     | Wed.         | Dlp.         | Wed.   | Dlp.   |
| ------- | ------------------ | ---------- | -------- | -------- | ------------ | ------------ | ------ | ------ |
| 1992    | Urawa Reds         | J1 League  | -        | -        | 1            | 0            | 1      | 0      |
| 1994    | Bellmare Hiratsuka | J1 League  | 14       | 0        | 0            | 0            | 14     | 0      |
| 1995    | Bellmare Hiratsuka | J1 League  | 2        | 0        | -            | -            | 2      | 0      |
| Totaal  | Totaal             | Totaal     | 16       | 0        | 1            | 0            | 17     | 0      |

### Interland
| Japans voetbalelftal | Japans voetbalelftal | Japans voetbalelftal |
| Jaar                 | Wed.                 | Dlp.                 |
| -------------------- | -------------------- | -------------------- |
| 1987                 | 2                    | 0                    |
| 1988                 | 3                    | 0                    |
| 1989                 | 8                    | 1                    |
| 1990                 | 2                    | 0                    |
| Totaal               | 15                   | 1                    |